# Anchastus knulli
Anchastus knulli là một loài bọ cánh cứng trong họ Elateridae. Loài này được Becker miêu tả khoa học năm 1972.